# Venturia rufiventris
Venturia rufiventris là một loài tò vò trong họ Ichneumonidae.